# Grunewaldturm
Il Grunewaldturm è una torre panoramica che si trova a Berlino, nella foresta del Grunewald, in riva al fiume Havel.
La torre fu costruita come monumento alla fine del XIX secolo, nel 1897, per celebrare il 100º anniversario della nascita di Guglielmo I, re di Prussia e primo imperatore tedesco, con una torre di osservazione rappresentativa. Fino al 1945 la torre portò il nome di König-Wilhelm-1.-Gedächtnisturm. La sua statua in marmo si trova ancora oggi nella sala e ai lati si legge a grandi lettere: "König Wilhelm I. zum Gedächtnis. Der Kreis Teltow baute mich 1897", (Re Guglielmo I. in memoria. Il distretto di Teltow mi ha costruito nel 1897).
L'inaugurazione ebbe luogo il 9 giugno 1899.
La costruzione fu promossa dal circondario di Teltow, a cui a quel tempo apparteneva tutta la zona a sud-ovest di Berlino.
Lo stesso distretto assunse un capomastro all'epoca molto richiesto come architetto: l'ufficiale edile reale Franz Heinrich Schwechten, che aveva già realizzato numerosi edifici imponenti. A lui si deve la neoromanica Chiesa commemorativa dell'Imperatore Guglielmo a Charlottenburg, di cui oggi rimane solo la torre in rovina come memoriale. Ha progettato la fabbrica di birra Schultheiss sulla Schönhauser Allee, parti della quale ora sono la Kulturbrauerei. La calligrafia di Schwechten può essere vista anche al cancello ufficiale, l'ingresso della fabbrica AEG in Brunnenstraße.
La torre, posta in un paesaggio naturale di grande bellezza, costituisce un'importante attrattiva turistica. 
Dopo la seconda guerra mondiale fu ribattezzata Grunewaldturm e nel 1953 fu ristrutturata per la prima volta.  
Da ottobre 2007 la torre è stata chiusa per gravi difetti costruttivi e riaperta al pubblico nell'aprile 2011.

## Architettura
Schwechten progettò il "Kaiser-Wilhelm-Turm" ispirandosi allo stile gotico in mattoni di Brandeburgo, ispirato alla Marca di Brandeburgo. Dopo che la cima del Karlsberg fu sgomberata e livellata, i lavori di costruzione iniziarono nel 1897.
La torre in mattoni rossi è alta 55 metri. Il ponte di osservazione coperto si trova a 36 metri dal suolo e a circa 86 metri sopra il livello dell'acqua. Per raggiungerlo sono presenti 200 gradini.

## Posizione
La torre si erge sulla collina Karlsberg.
Ben oltre le cime degli alberi, la vista spazia sul fiume Havel e sulla foresta del Grunewald, e con il bel tempo si può anche vedere Potsdam.